# Riksväg 42
Riksväg 42 är en 99 km lång riksväg som går mellan Borås och Trollhättan.
Vägen används mest för resor norrifrån till Borås med omnejd eller söderifrån till Trollhättan/Uddevalla.

## Sträckning
Borås - Vårgårda - Trollhättan.

## Standard
I huvudsak normal standard för mindre riksvägar med smala vägrenar, 8-9,5 meter bred. På några delar, särskilt på sträckan Fristad-Vårgårda, är standarden sämre och vägbredden ca 7-8 meter.
Planskilda korsningar endast där vägen ansluter till vägarna E45, E20 och 40.

## Historia
Vägen har hetat riksväg 42 sedan 1962 (via Vårgårda sedan dess). Innan dess hette vägen Borås-Vargön länsväg 180, men gick via Alingsås istället. Vägen Fristad-Vårgårda fanns då som onumrerad väg, mellan Vårgårda-Kolbäck fanns nr 182 och mellan Borås-Fristad(-Skara) fanns länsväg 181.
Vägen följer i huvudsak samma väg som fanns före 50-talet och längre tillbaka. Närmast Trollhättan anslöts vägen år 1991 längs dåvarande länsväg 188 (som då tappade sitt nummer) till den nya riksväg 44. Riksväg 42 gick före 1991 till Trollhättan via Åsaka-Gärdhem. Tidigare gick riksväg 42 också Drottninggatan-Kungsgatan genom Vårgårda och korsade Västra Stambanan i plan. 1983 byggdes istället en ny anslutningsväg ut till den befintliga förbifarten för E20 via den nya Trafikplats Hjultorp. På det sättet leddes trafiken på riksväg 42 runt Vårgårda istället i en förbifart som är gemensam med E20. Den här förbifarten för E20 byggdes i övrigt 1967.
Jämfört med 1860-talet är det liknande sträckning Borås-Fristad, samt från Kolbäck (väster om Vårgårda) till dagens väg 44, förutom vissa rätningar. I övrigt är det enligt ovan nyare väg än så.
2014 byggdes en förbifart förbi stadsdelen Sjöbo i Borås.

## Korsningar, trafikplatser och anslutande vägar
|  | Nr       | Namn                   | Skyltning                                          |
|  | -------- | ---------------------- | -------------------------------------------------- |
|  | motorväg | Annelundsmotet         | Göteborg Jönköping; Karlskrona; Varberg            |
|  |          | Fristad                | Herrljunga (Rv 42 svänger)                         |
|  |          |                        | Ulricehamn                                         |
|  |          | Trafikplats Hjultorp   | Göteborg (Rv 42 svänger)                           |
|  |          | Trafikplats Vårgårda   | Stockholm, Falköping (Rv 42 svänger)               |
|  |          | Kolakrysset            | O 1890 Alingsås (Rv 42 svänger)                    |
|  |          | Sollebrunn             | Göteborg                                           |
|  |          |                        | Mariestad (Rv 42 svänger)                          |
|  |          | Trafikplats Hullsjön   | Vargön, Halvorstorp                                |
|  |          | Trafikplats Stallbacka | Göteborg, Trollhättan, Karlstad; Uddevalla; Vargön |